# Hypoderma tillandsiae
Hypoderma tillandsiae är en svampart som beskrevs av P.R. Johnst. 1993. Hypoderma tillandsiae ingår i släktet Hypoderma och familjen Rhytismataceae.   Inga underarter finns listade i Catalogue of Life.